# Niu de metralladores de Granyena de Segarra
El Niu de metralladores de Granyena de Segarra és una fortificació del municipi del mateix nom, inclosa a l'Inventari del Patrimoni Arquitectònic de Catalunya.

## Descripció
És una construcció situada al final de la carena, d'ampla perspectiva que controla un llarg tram del camí que va de Granyena de Segarra a Verdú. L'obra presenta un conjunt format per una doble construcció militar: les trinxeres obertes a terra on se situaven la guarnició militar en carregada de controlar i defensar el lloc, i l'estructura emprada per aixoplugar les metralladores que constitueix el niu pròpiament dit.

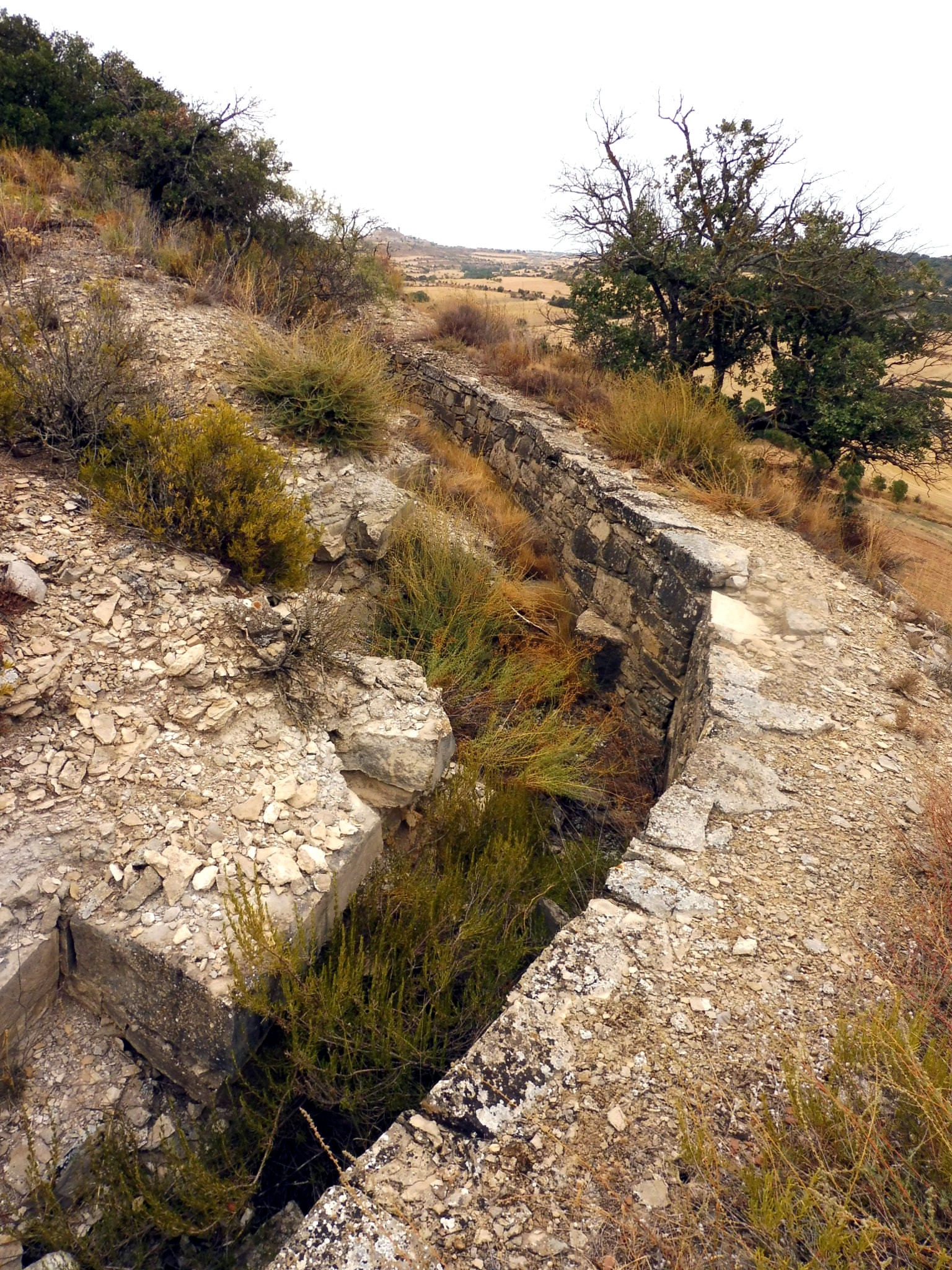
Trinxera

 A l'extrem de la carena, situat a l'angle d'aquesta, trobem una estructura de planta rodona, mig soterrada i amb coberta plana camuflada exteriorment en un amuntegament de pedres i terra. L'accés al seu interior es fa a partir d'una estructura allindada situada sota el nivell de terra, accessible a partir d'unes escales de pedra. Al seu interior, hi ha obertura rectangular suficient gran per visualitzar l'objectiu i situar el tub de metralladora. Exteriorment l'edifici queda perfectament integrat dins de l'espai natural. Ambdós costats de l'edifici, resseguint un tram de carena, es disposen les trinxeres dels soldats. Aquestes se'ns presenten obertes a partir d'una rasa, atalussada amb un mur de pedra pel costat on es recolzaven els soldats que controlaven la situació estratègica.
Per arribar-hi convé anar pel camí de Granyena de Segarra a Tàrrega, agafa la cruïlla a mà esquerra en direcció a la Pleta del Foguet i seguint sempre pel camí de la dreta; travessar a peu un camp d'ametllers en direcció a la carena, tot just passada una zona de matolls i alzines, i un camí situat entre la pleta del Foguet i la del Carbonell.